# Чишминский сельсовет (Чишминский район)
Чишминский сельсовет — сельское поселение в Чишминском районе Башкортостана. Административный центр — село Чишмы.

## Состав
- с. Чишмы
- д. Игнатовка,
- д. Исаковка,
- д. Кучумово,
- д. Нижнехозятово,
- д. Новосафарово.

## Население
| 2002  | 2009  | 2010  | 2012  | 2013  | 2014  | 2015  |
| ----- | ----- | ----- | ----- | ----- | ----- | ----- |
| 2640  | ↗2722 | ↘2712 | ↗2738 | ↘2701 | ↘2593 | ↘2566 |
| 2016  | 2017  | 2018  |       |       |       |       |
| ↘2500 | ↘2266 | ↘2248 |       |       |       |       |

## Местное самоуправление
Глава сельского поселения Насыров Равиль Радикович.
Управляющий делами — Султанова Халида Фагимовна.

## Предприятия
- ООО «Башкир- Агроинвест», руководитель Насыров Ильдар Саубанович
- ООО «Башкир-Агроинвест» арендует 2923 га земельных участков сельхоз назначения, пайщиков — 477 граждан сельского поселения
- ООО «Агросервис», руководитель Кадыров Рустам Аслямович.
- ООО МТС «Агросервис» арендует всего 308 га земельных участков сельхоз. назначения, пайщиков — 51 граждан сельского поселения
- КФХ «Янбарисов» фермер Янбарисов Ильдар Абубакирович
- ООО Урман — деревообрабатывающий цех
- 8 индивидуальных предпринимателей заняты в сфере торговли, животноводства, коневодства и гусеводства

## Магазины
На территории СП чишминский сельсовет работают 6 магазинов обеспечивая полностью население продуктами питания и товарами повседневного спроса

## Культурно-просветительские учреждения
- Сельские клубы в д. Игнатовка, д. Нижнехозятово
- Библиотека в с. Чишмы и один её филиал в деревне Игнатовка.

## Образование
- Средняя общеобразовательная школа в селе Чишмы (194 учащихся) и общеобразовательная школа в деревне Игнатовка (36 учащихся)
- Детский сад «Малыш» в селе Чишмы. Рассчитан на 80 детей, посещают 93

## Здравоохранение
ФАПы в деревнях Игнатовка, Нижнехозятово и Кучумово

## Личное подсобное хозяйство
Наличие крупно-рогатого скота у населения в личных подворьях на 1.06.2012 составляет 451 голов (на 1.11.2011 год — 438 голов).